# Wybory parlamentarne w Japonii w 2017 roku
Wybory parlamentarne w Japonii w 2017 roku – przedterminowe wybory do Izby Reprezentantów, które odbyły się 22 października 2017 roku. W ich wyniku Japończycy wybrali 465 deputowanych.

## Podłoże
W dniu 19 czerwca 2015 roku parlament przyjął poprawkę do „Ustawy o wyborach do urzędów publicznych” (Ustawa Nr 43 z 2015 r.), obniżającą czynne prawo wyborcze z 20 do 18 lat. Poprawka weszła w życie w 2016 roku.
W czerwcu 2015 roku największa opozycyjna partia, Demokratyczna Partia Japonii (Minshutō), przygotowała listę 250 kandydatów na wypadek, gdyby następne wybory parlamentarne miały odbyć się równolegle z wyborami do Izby Radców latem 2016 roku. 27 marca 2016 roku Partia Innowacji (Ishin no Tō) połączyła się z Demokratyczną Partią Japonii tworząc Partię Demokratyczną (Minshintō).
W styczniu 2017 roku gubernator Tokio, Yuriko Koike, założyła lokalną organizację polityczną o nazwie Tomin First no Kai (Tomin Fāsuto no Kai, dosł. Pierwsze Stowarzyszenie Obywateli Stolicy), kwestionując start Liberalnej Partii Demokratycznej (PLD) w wyborach metropolitalnych w Tokio. 2 lipca lokalne wybory w stolicy kraju wygrało ugrupowanie gubernator Koike, pokonując uwikłaną w liczne skandale PLD. Po wyborach minister obrony Tomomi Inada zrezygnowała z urzędu w związku z kolejnym skandalem z udziałem japońskich sił zbrojnych, ukrywających dowody bitwy w Sudanie Południowym. W międzyczasie kryzys dotknął Partię Demokratyczną (Minshintō) w związku z ustąpieniem liderki Renhō Muraty, znanej jako Renhō, oraz odejściem kilku działaczy.
Rząd premiera Shinzō Abe zaczął publicznie dyskutować o przedterminowych wyborach w połowie września 2017 roku w trakcie zamieszania związanego z kryzysem wywołanym przez Koreę Północną. Będąc na fali zwycięstwa po wyborach w Tokio, gubernator Koike ogłosiła w dniu 25 września utworzenie nowej partii politycznej, Kibo no Tō (Partia Nadziei). Kilka godzin później Abe zarządził wybory parlamentarne na dzień 22 października.
Wkrótce po utworzeniu Partii Nadziei przywódca Partii Demokratycznej Seiji Maehara próbował doprowadzić do połączenia się z nią. Decyzja Maehary została skrytykowana przez liberalne skrzydło partii, którego kandydaci zostali odrzuceni przez gubernator Koike. Liberalne skrzydło skupione wokół wicepremiera Yukio Edano ogłosiło utworzenie 2 października Konstytucyjnej Partii Demokratycznej Japonii. Politycy opozycyjni stwierdzili, że premier Abe zdecydował się na przyśpieszone wybory, aby uniknąć dalszych przesłuchań w parlamencie w sprawie jego domniemanego niewłaściwego wykorzystania władzy w celu przejęcia gruntu należącego do kampusu Wyższej Szkoły Weterynaryjnej w Imabari.